# Rebecca Ferguson (piosenkarka)
Rebecca Caroline Ferguson (ur. 21 lipca 1986 w Liverpoolu) – brytyjska piosenkarka i autorka piosenek.
W 2010 zajęła drugie miejsce w siódmej edycji programu The X Factor. Na początku 2011 otrzymała propozycję współpracy z wytwórnią muzyczną Syco Music oraz Epic Records. Później dołączyła także do amerykańskiej wytwórni Columbia Records. 5 grudnia 2011 wydała debiutancki album pt. Heaven, który osiągnął komercyjny sukces, uzyskując status platynowej płyty w Wielkiej Brytanii i Irlandii.

## Dyskografia
- Heaven (2011)
- Freedom (2013)[4]

## Nagrody i nominacje
| Rok  | Gala                    | Kategoria                       | Rezultat  |
| ---- | ----------------------- | ------------------------------- | --------- |
| 2012 | MOBO Awards             | Najlepsza kobieta               | Nominacja |
| 2012 | MOBO Awards             | Najlepszy wykonawca R&B/Soul    | Nominacja |
| 2012 | MTV Europe Music Awards | Best Push                       | Nominacja |
| 2012 | Soul Train Music Awards | Najlepszy międzynarodowy występ | Nominacja |